# Бањо а Риполи
Бањо а Риполи (итал. Bagno a Ripoli) је насеље у Италији у округу Фиренца, региону Тоскана.
Према процени из 2011. у насељу је живело 5121 становника. Насеље се налази на надморској висини од 92 м.

## Становништво
Према резултатима пописа становништва 2011. у општини је живело 25.403 становника.
| 1936.  | 1951.  | 1961.  | 1971.  | 1981.  | 1991.  | 2001.  | 2011.  |
| ------ | ------ | ------ | ------ | ------ | ------ | ------ | ------ |
| 17.270 | 17.783 | 18.067 | 22.250 | 25.735 | 27.382 | 25.232 | 25.403 |

## Партнерски градови
- Вајтерштат